# Battistino del Gessi

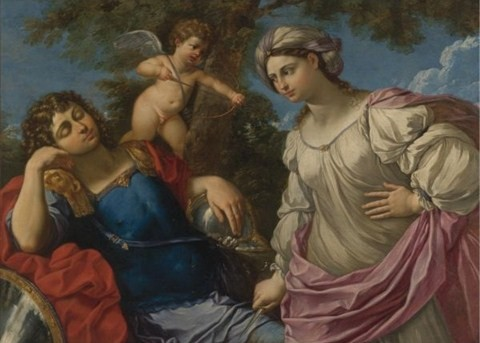
Rinaldo y Armida.

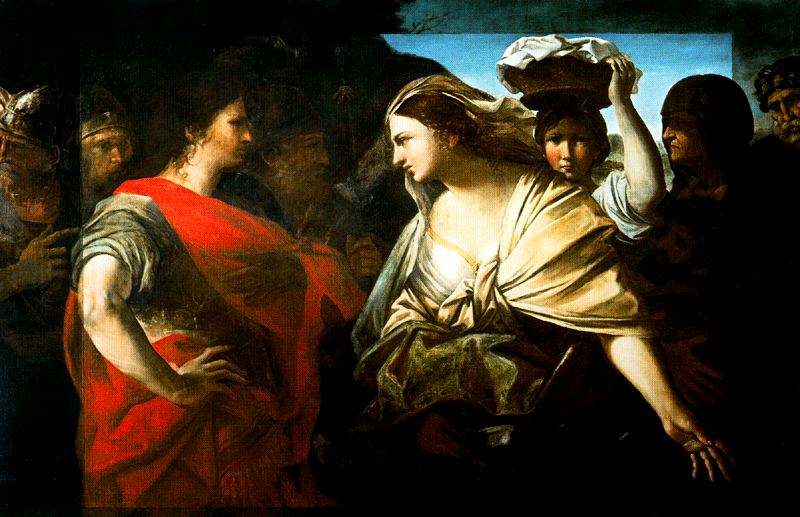
David y Abigail.

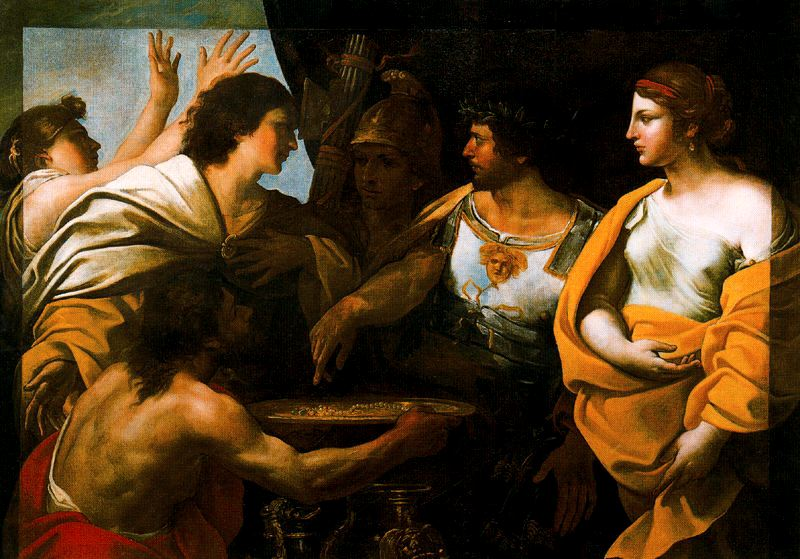
Continencia de Escipión.

Giovanni Battista Ruggieri, conocido como Battistino del Gessi (Bolonia, 1608 - Roma, 1640) fue un pintor barroco italiano vinculado a la escuela boloñesa.

## Biografía
Hijo de un gramático, estudio en su infancia las lenguas clásicas. Como pintor, recibió su primera formación en el taller del Domenichino, para pasar posteriormente al de Francesco Gessi. De este maestro proviene su sobrenombre.
Acompañó a Gessi en su viaje a Nápoles, donde copió diversos monumentos y estatuas antiguas.
Bolognini menciona la historia de un caballero que, habiendo regresado de un largo viaje, encontró a su esposa muerta y enterrada y, queriendo conservar algún recuerdo de la fallecida, hizo desenterrar el cadáver para que Battistino hiciese un boceto con el que componer un retrato.
Realizó diversas decoraciones al fresco en las ciudades de Roma y Bolonia, pero se han perdido la mayoría. Murió muy joven, cuando se depositaban grandes esperanzas en su talento. Fue sepultado en la iglesia de San Petronio.
Su hermano Ercole Ruggieri, conocido como Ercolino del Gessi, también fue pintor y alumno de Francesco Gessi.

## Obras destacadas

### Decoraciones al fresco
- Frescos del Claustro de Santa Maria sopra Minerva
  - Natividad
  - Oración en el Huerto de los Olivos
  - La Templanza
- Frescos de Santa Caterina, Magnanapoli
  - Santas Catalina y María Magdalena
  - San Juan Bautista y Santo Domingo
  - San Juan Evangelista y San Felipe

### Lienzos
- David y Abigail (Galleria Nazionale d'Arte Antica, Roma)
- Continencia de Escipión (Galleria Nazionale d'Arte Antica, Roma)
- Rinaldo y Armida (Colección privada)